# 高槻センター街
高槻センター街（たかつきセンターがい）とは、大阪府高槻市の紺屋町と高槻町に広がるアーケード商店街。東入り口を阪急みずき通りに、西入り口をけやき大通りに接する。

## 概要
JR高槻駅、阪急高槻市駅にほど近いところに位置するアーケード付き商店街。紺屋町、高槻町に跨がる形で広がる。北摂随一の集積地となっている高槻市の中心街の中でも人通りが多く、中核を成すエリアである。

## 歴史
1928年（昭和3年）に阪急電鉄の前身である京阪神急行電鉄が高槻町駅（現高槻市駅）を開業させ、それに伴って小規模な商店が集まり、更にその3年後の1931年（昭和6年）に新京町商店街としてオープンした。永らく狭い高槻センター街がバス通りに指定されていたが、商店街組合などの反対もあり、1970年に全面通行止めとなった。翌年には名称を高槻センター街と改め、アーケードも設置された。

## 事務局
高槻センター街にほど近いところに位置する高槻センター街ビルの中に位置する。センター街ビルには駐車場が併設されている。

## マスコットキャラ
熊がモチーフの高槻セン太。青色をしており、頭には黄色い鳥が寄生している。また、センター街のロゴが入った赤色のエコバッグを肩からかけている。名前は、センター街の公式アカウントがTwitterで募集した。

## テーマソング
- 高槻センター街の歌[5]

## アクセス
- JR高槻駅、阪急高槻市駅より徒歩3分

### 最寄駅・バス停
- 高槻市営バス、京阪バスJR高槻駅南・北、阪急高槻市駅[6]